# 上帕纳德斯
上帕纳德斯（西班牙語：Alto Panadés），是西班牙加泰罗尼亚巴塞罗那省的一个县。总面积592.8平方公里，2012年总人口106,252人，人口密度179人/平方公里。行政中心位于帕纳德斯自由镇。